# Freddie Foxxx Is Here
Freddie Foxxx Is Here è l'album d'esordio del rapper statunitense Freddie Foxxx, pubblicato il 31 ottobre del 1989 e distribuito dalla MCA Records. Commercializzato nei soli Stati Uniti, l'album ha ricevuto recensioni negative. Le note di copertina riportano che la produzione è affidata a Eric B., nonostante il rapper stesso dichiari che l'ha prodotto da solo: tuttavia, molte tracce hanno le stesse tastiere presenti in Follow the Leader di Eric B. & Rakim, il che fa presupporre che l'album sia stato registrato intorno al 1988 e che Eric B. sia in effetti tra i produttori principali del disco.
Steve Juon di RapReviews, considera insufficiente il lavoro di debutto del rapper, scrivendo: «le apparizioni di Freddie Foxxx negli album di altri artisti avevano fatto salire le aspettative su quello che molti pensavano sarebbe stato il suo debutto da solista [...] solo nel 2008 siamo stati in grado di valutare appieno cosa sarebbe potuto essere Crazy Like a Foxxx. Molte persone ritenevano che Industry Shakedown fosse l'esordio ufficiale del rapper di Long Island. Prima che internet rivelasse tutti i segreti dei collezionisti, non è stato facile dimostrare che avevano torto, a meno che non si potesse presentare loro il vero disco, Freddie Foxxx Is Here del 1989. Nonostante fosse stato pubblicato da una major, Freddie Foxx Is Here è sempre rimasto nell'oscurità.»
Juon conclude che il disco «non può essere paragonato agli album più noti di quell'epoca.»
| Recensione | Giudizio |
| ---------- | -------- |
| AllMusic   | [ 1 ]    |
| RapReviews | [ 2 ]    |

## Tracce
Testi di James Campbell, eccetto dove indicato, musiche di Eric B., Freddie Foxxx.
1. The Master – 3:23
2. Somebody Else Bumped Your Girl – 5:02
3. The Ladies Jam – 4:32
4. Forever – 5:07
5. Stop, Look and Listen – 4:05
6. Serious – 5:23
7. Ain't No Sunshine – 4:24 (testo: Bill Whiters)
8. Keep Doin' It Like This – 4:28
9. Busted – 4:18
10. Make 'Em Feel It – 5:13
11. Freddie Foxxx Is Here – 4:01
12. I'm Ready – 5:26

Durata totale: 55:22

## Formazione
- Cey Adams - lavoro grafico
- Patrick Adams - registrazione
- Carlton Batts - mastering
- DJ Kut Terrorist - scratches
- Eric B. - produttore
- Freddie Foxxx - voce, produttore, compositore (tracce 1-6, 8-12)
- Glen E. Friedman - design, fotografia
- Anthony Johnson - ingegnere audio
- Mike Rhodes - ingegnere audio
- The Drawing Board - design
- Elai Tubo - registrazione
- Bill Whiters - compositore (traccia 7)